# Pallacanestro maschile ai XIII Giochi panamericani
Il Campionato maschile di pallacanestro ai XIII Giochi panamericani si è svolto dal 31 luglio all'8 agosto 1999 a Winnipeg, in Canada, durante i XIII Giochi panamericani. La vittoria finale è andata alla nazionale brasiliana.

## Squadre partecipanti
- Argentina
- Brasile
- Canada
- Cuba
- Porto Rico
- Rep. Dominicana
- Stati Uniti
- Uruguay

## Prima fase

### Girone A
| Squadra    | G | V | P | PF  | PS  | DP  |
| ---------- | - | - | - | --- | --- | --- |
| Porto Rico | 3 | 3 | 0 | 256 | 220 | +36 |
| Argentina  | 3 | 2 | 1 | 235 | 240 | -5  |
| Canada     | 3 | 1 | 2 | 203 | 193 | +10 |
| Uruguay    | 3 | 0 | 3 | 203 | 244 | -41 |

### Risultati
| Winnipeg 1º agosto 1999                         | Canada | 75 – 50  | Uruguay | Winnipeg Arena |
| \| \| \| \| \| Mavis 19 \| Punti \| 8 Moglia \| |        |          |         |                |
|                                                 |        |          |         |                |
| Mavis 19                                        | Punti  | 8 Moglia |         |                |

| Winnipeg 1º agosto 1999               | Porto Rico | 96 – 83 | Argentina | Winnipeg Arena |
| \| \| \| \| \| Vega 29 \| Punti \| \| |            |         |           |                |
|                                       |            |         |           |                |
| Vega 29                               | Punti      |         |           |                |

| Winnipeg 2 agosto 1999 | Porto Rico | 90 – 76 | Uruguay | Winnipeg Arena |

| Winnipeg 2 agosto 1999 | Argentina | 73 – 67 | Canada | Winnipeg Arena |

| Winnipeg 4 agosto 1999 | Argentina | 79 – 77 | Uruguay | Winnipeg Arena |

| Winnipeg 4 agosto 1999 | Porto Rico | 70 – 61 | Canada | Winnipeg Arena |

### Girone B
| Squadra         | G | V | P | PF  | PS  | DP  |
| --------------- | - | - | - | --- | --- | --- |
| Stati Uniti     | 3 | 3 | 0 | 257 | 202 | +55 |
| Brasile         | 3 | 2 | 1 | 259 | 217 | +42 |
| Rep. Dominicana | 3 | 1 | 2 | 236 | 273 | -37 |
| Cuba            | 3 | 0 | 3 | 196 | 256 | -41 |

### Risultati
| Winnipeg 31 luglio 1999                         | Stati Uniti | 89 – 48 | Cuba | Winnipeg Arena |
| \| \| \| \| \| Thomas 17 \| Punti \| 12 Vega \| |             |         |      |                |
|                                                 |             |         |      |                |
| Thomas 17                                       | Punti       | 12 Vega |      |                |

| Winnipeg 31 luglio 1999 | Brasile | 102 – 72 | Rep. Dominicana | Winnipeg Arena |

| Winnipeg 1º agosto 1999                                       | Stati Uniti | 73 – 71      | Brasile | Winnipeg Arena |
| \| \| \| \| \| Bailey, Hawkins 13 \| Punti \| 15 Vanderlei \| |             |              |         |                |
|                                                               |             |              |         |                |
| Bailey, Hawkins 13                                            | Punti       | 15 Vanderlei |         |                |

| Winnipeg 2 agosto 1999 | Rep. Dominicana | 81 – 76 | Cuba | Winnipeg Arena |

| Winnipeg 4 agosto 1999 | Brasile | 86 – 72 | Cuba | Winnipeg Arena |

| Winnipeg 4 agosto 1999 | Brasile | 95 – 83 | Rep. Dominicana | Winnipeg Arena |

## Seconda fase
|  | Semifinali  | Semifinali  | Semifinali  |             |         | Finale 1º posto | Finale 1º posto | Finale 1º posto |  |
|  |             |             |             |             |         |                 |                 |                 |  |
|  | Porto Rico  | Porto Rico  | 85          |             |         |                 |                 |                 |  |
|  | Porto Rico  | Porto Rico  | 85          |             |         |                 |                 |                 |  |
|  | Brasile     | Brasile     | 95          |             |         |                 |                 |                 |  |
|  | Brasile     | Brasile     | 95          |             | Brasile | Brasile         | 95              |                 |  |
|  |             |             |             |             | Brasile | Brasile         | 95              |                 |  |
|  |             |             | Stati Uniti | Stati Uniti | 78      |                 |                 |                 |  |
|  | Argentina   | Argentina   | Stati Uniti | Stati Uniti | 78      | 76              |                 |                 |  |
|  | Argentina   | Argentina   |             |             |         | 76              |                 |                 |  |
|  | Stati Uniti | Stati Uniti | 84          |             |         | Finale 3º posto | Finale 3º posto | Finale 3º posto |  |
|  | Stati Uniti | Stati Uniti | 84          |             |         |                 |                 |                 |  |
|  |             |             |             |             |         |                 |                 |                 |  |
|  |             |             |             |             |         | Porto Rico      | Porto Rico      | 87              |  |
|  |             |             |             |             |         | Porto Rico      | Porto Rico      | 87              |  |
|  |             |             |             |             |         | Argentina       | Argentina       | 60              |  |

### Semifinali
| Winnipeg 6 agosto 1999 | Brasile | 95 – 85 | Porto Rico | Winnipeg Arena |

| Winnipeg 6 agosto 1999                                | Stati Uniti | 84 – 76     | Argentina | Winnipeg Arena |
| \| \| \| \| \| Williams 19 \| Punti \| 23 Ginóbili \| |             |             |           |                |
|                                                       |             |             |           |                |
| Williams 19                                           | Punti       | 23 Ginóbili |           |                |

### Finale 7º - 8º posto
| Winnipeg 7 agosto 1999 | Cuba | 85 – 79 | Uruguay | Winnipeg Arena |

### Finale 5º - 6º posto
| Winnipeg 7 agosto 1999 | Canada | 111 – 65 | Rep. Dominicana | Winnipeg Arena |

### Finale 3º - 4º posto
| Winnipeg 8 agosto 1999 | Porto Rico | 87 – 60 | Argentina | Winnipeg Arena |

### Finale 1º - 2º posto
| Winnipeg 8 agosto 1999 | Brasile | 95 – 78 | Stati Uniti | Winnipeg Arena |

## Classifica finale
| Pos. | Squadra         | Formazione |
| ---- | --------------- | --- |
|      | Brasile         | BrasileAylton, Caio, Demétrius, Helinho, Ratto, Guilherme, Rogério, Marcelinho, Vanderlei, Michel, Josuel, Sandro, All. Hélio Rubens                                     |
|      | Stati Uniti     | Stati Uniti4 Bailey, 5 Hawkins, 6 Blackwell, 7 Thomas, 8 Steigenga, 9 Holmes, 10 Williams, 11 Martin, 12 Moore, 13 Houston, 14 D. Smith, 15 Lindeman, All. Morris McHone |
|      | Porto Rico      | Porto RicoAllende, Dalmau, Fajardo, Febres, Hourruitiner, Látimer, Ortiz, Padilla, D. Santiago, O. Santiago, Travieso, Vega, All. Julio Toro                             |
| 4.   | Argentina       | ArgentinaAispurúa, Fernández, Ginóbili, Gutiérrez, Herrmann, Jasen, Leiva, Nocioni, Olivares, Palladino, Sucatzky, Victoriano, All. Julio Lamas                          |
| 5.   | Canada          | CanadaAnderson, Auriantal, Barrett, Hamilton, MacCulloch, Mavis, McTavish, Meeks, Newton, Swords, Vassell, Young, All. Jay Triano                                        |
| 6.   | Rep. Dominicana | Rep. DominicanaFlores, Lalane, Lenderborg, Michel, Molina, Monegro, Peterson, Romer, Sánchez, Suárez, All. Boyón Domínguez                                               |
| 7.   | Cuba            | CubaAbreu, Amaro, Casanova, Ferrer, González, Hechevarría, Núñez, Rojas, Ruedas, Simón, Vázquez, Vega, All. Miguel Calderón                                              |
| 8.   | Uruguay         | UruguayAbratanski, Bertolini, Bouzout, Cabrera, Castrillón, Losada, Mazzarino, Moglia, Morales, Silveira, Suárez, Vázquez, All. César Somma                              |